# Разумовский, Александр Петрович
Александр Петрович Разумовский (1869 или 1870 — не ранее 1918) — протоиерей Православной российской церкви, настоятель храмов в Тифлисе.

## Биография
Окончил Казанскую духовную академию со степенью кандидата богословия (1896).
Иерей (1895), настоятель Кукийского кладбищенского храма святой Нины в Тифлисе, член-учредитель Епархиального миссионерского духовно-просветительского братства (1896).
Законоучитель и член педсовета во 2-й тифлисской женской гимназии (1897—1912), член правления Тифлисского духовного училища (1898—1904).
Настоятель Кукийского храма святого Александра Невского, казначей больницы при нём и Тифлисского окружного правления Российского общества спасения на водах (1904).
Член Грузинского епархиального училищного совета, председатель совета в Иоанникиевском епархиальном женском училище, законоучитель в Михайловском техническом железнодорожном училище (1909) и 6-й мужской гимназии (1914).
Протоиерей (1914), член распорядительного комитета Общества вспомоществования недостаточным ученикам железнодорожного училища (1915).
Настоятель миссионерского храма в Тифлисе (1-го миссионерского Покровского на улице 19 февраля либо 2-го миссионерского Казанского на пересечении улиц Милютинская и Андреевская), член Исполнительного комитета закавказского русского духовенства и мирян и Особой комиссии по разделению церковных имуществ на Кавказе (1917).
В 1917 году член Поместного Собора Православной Российской Церкви по избранию как клирик от Тифлисской епархии, участвовал в 1-й сессии, член XV, XVIII, XXI отделов.
В 1922 году, будучи священником в Тифлисе, примкнул к обновленчеству.
Награждён набедренником (1898), камилавкой и орденом Святой Анны 3-й степени.

## Сочинения
- Отчёты // РГИА. Ф. 919. Оп. 2. Д. 2975. Л. 13-15.
- Телеграмма Патриарху Тихону // РГИА. Ф. 1579. Оп. 1. Д. 160. Л. 10.
- «Крейцерова соната» графа Л. Н. Толстого и её выводы. М., 1892.
- Что препятствует обрусению крещёных татар // Странник. 1895. № 9.
- Краткий очерк деятельности митр. Иосифа Семашко по воссоединению униатов // Духовный вестник Грузинского экзархата. 1899. № 4.
- Чудотворная Феодоровская икона Божией Матери. Тифлис, 1913.